# ماری اسمیت
مری لوئیز اسمیت (۶ اکتبر ۱۹۱۴ – ۲۲ اوت ۱۹۹۷)، یک سازمان‌دهنده سیاسی و فعال حقوق زنان و دومین زنی بود که رئیس یک حزب سیاسی بزرگ در ایالات متحده شد (اولین ژان وست‌وود بود).

## زندگی و شغل

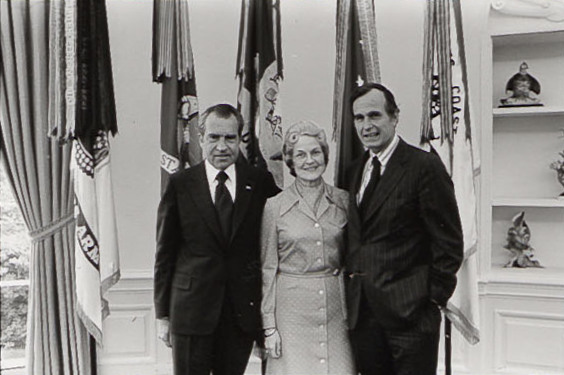
ماری اسمیت همراه با ریچارد نیکسون و جرج اچ. دابلیو. بوش، ۱۹۷۴

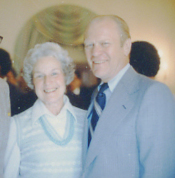
ماری اسمیت همراه با جرالد فورد ، ۱۹۷۴

مری لوئیز اپرسون در شهر ادیویل و ایالت  آیووا به دنیا آمد و زمانی که هر دو در دانشگاه آیووا تحصیل می کردند، با المر ام. اسمیت، دانشجوی پزشکی ازدواج کرد.  او در سال 1935 با مدرک مدیریت کار اجتماعی فارغ التحصیل شد و برای اداره امداد اشتغال آیووا در شهر آیووا کار کرد.
پس از نقل مکان به Eagle Grove، او در زندگی مدنی و سیاست حزب جمهوری‌خواه فعال شد.  او در سال 1961 رئیس عضویت شورای زنان جمهوری‌خواه آیووا شد و سال بعد به عنوان نایب رئیس کمیته مرکزی جمهوری‌خواهان شهرستان رایت انتخاب شد.  او در سال 1964 به‌عنوان عضو کمیته ملی آیووا انتخاب شد، پستی که برای بیست سال بعد حفظ کرد.
در سال 1974، در پی رسوایی واترگیت، رئیس جمهور جرالد فورد او را به عنوان اولین رئیس زن کمیته ملی جمهوری خواهان معرفی کرد.  او این پست را تا سال 1977 حفظ کرد و در آن نقش اولین زن حزب خود و دومین زن از یک حزب بزرگ بود که یک کنوانسیون نامزدی ریاست جمهوری، کنوانسیون ملی جمهوری خواهان 1976 در کانزاس سیتی را سازماندهی کرد.  در سال 1977، او در تالار مشاهیر زنان آیووا معرفی شد.  در سال 1978، او به عنوان مدیر مشترک کمیته فرماندار ری در چهارمین کمپین موفقیت‌آمیز انتخاب مجدد فرماندار آیووا، رابرت دی. ری، خدمت کرد.
در سال 1979، مجموعه کارت‌های تجاری Supersisters تولید و توزیع شد.  یکی از کارت ها نام و تصویر اسمیت را نشان می داد.
او در انتخابات مقدماتی 1980 برای جورج اچ دبلیو بوش کمپین کرد، اما در انتخابات عمومی 1980 و 1984 از رونالد ریگان حمایت کرد.  ریگان در سال 1981 به معاونت کمیسیون حقوق مدنی ایالات متحده منصوب شد، اما در سال 1984 از انتصاب مجدد او خودداری کرد. اسمیت یک لیبرال اجتماعی بود، در حالی که حزب و رای دهندگان به سمت راست می رفتند.  در سال 1991، رئیس جمهور جورج اچ دبلیو.  بوش او را به عضویت هیئت مدیره مؤسسه صلح ایالات متحده (USIP) منصوب کرد.  اسمیت تحت تأثیر تجربیات همسرش به عنوان یک پزشک در طول جنگ ویتنام، در جنبش‌هایی برای ایجاد یک موسسه صلح ملی فعال شده بود و تا زمان مرگش با USIP خدمت کرد.
اسمیت در سازمان‌هایی مانند کمیته جریان اصلی جمهوری‌خواه، انجمن سیاسی زنان آیووا، و والدین برنامه‌ریزی شده آیووای بزرگ فعال بود.  او از مدافعان سرسخت اصلاحیه حقوق برابر بود.  در سال 1995، دانشگاه ایالتی آیووا، کرسی زنان و سیاست مری لوئیز اسمیت را به افتخار او تأسیس کرد، و جوایز و تقدیرهای متعدد دیگری در سراسر ایالت برای او نامگذاری شده است.
اسمیت در سن ۸۲ سالگی بر اثر سرطان ریه در دموین درگذشت.